# T. J. Cline
T. J. Cline (Plano, Texas, 22 de julio de 1994) es un baloncestista estadounidense-israelí que pertenece a la plantilla del Hapoel Jerusalem B.C. de la Ligat ha'Al de Israel. Con 2,06 metros de estatura, juega en la posición de ala-pívot. 

## Trayectoria deportiva

### Universidad
Jugó una temporada con los Purple Eagles de la Universidad de Niagara, en la que promedió 7,9 puntos y 4,6 rebotes por partido. Fue incluido en el mejor quinteto rookie de la Metro Atlantic Athletic Conference. Al término de la misma, y debido al cambio de entrenador, eligió ser transferido a los Spiders de la Universidad de Richmond. Allí jugó tres temporadas más, tras cumplir el año de parón que impone la NCAA, en las que promedió 14,1 puntos, 5,3 rebotes y 2,9 asistencias por partido. En 2017 fue elegido Jugador del Año de la Atlantic 10 Conference.

### Profesional
Tras no ser elegido en el Draft de la NBA de 2017, en el mes de agosto fichó por el Galatasaray de la liga turca. pero tras jugar sólo en cuatro partidos de la Eurocup, dejó el equipo para fichar por el Hapoel Holon de la Ligat ha'Al israelí.
En verano de 2020, firma por el Basket Brescia Leonessa para disputar la Lega Basket Serie A y la EuroCup, en la que promedió 10.4 puntos, 4.7 rebotes y 1.4 asistencias por partido.
El 21 de enero de 2021 firma por el Maccabi Tel Aviv Basketball Club de la Ligat ha'Al, la primera división israelí.
En la temporada 2021-22, regresa a Estados Unidos para jugar en los Capital City Go-Go de la NBA G League, con los que promedia 10.4 puntos y 3.7 rebotes por partido.
El 11 de abril de 2022, firma por el Morabanc Andorra de la Liga Endesa.

### Selección nacional
Cline juega para la selección de baloncesto de Israel desde 2019. 

## Vida privada
Es hijo de la baloncestista Nancy Lieberman, miembro del Basketball Hall of Fame.